# Korinth, Danmark
Korinth är en tätort i Fåborg-Midtfyns kommun i Region Syddanmark i Danmark. Tätorten har 919 invånare (2024). Den ligger på Fyn, cirka 14 kilometer sydväst om Ringe.